# Хара, Нобуо
Нобуо Хара (англ. Nobuo Hara, также Nobuo Tsukahara; 19 ноября 1926, Тояма — 21 июня 2021, Токио) — японский музыкант, джазовый саксофонист и руководитель оркестра.

## Биография
Родился 19 ноября 1926 года в городе Тояма одноимённой префектуры Японии.
Во время Второй мировой войны Нобуо Хара играл в военном оркестре, а после окончания войны — в токийском офицерском клубе.
В 1952 году он возглавил ансамбль Sharps and Flats (Диезы и Бемоли), которым руководил до 1980-х годов. Этот музыкальный коллектив много записывался, в том числе на грампластинках фирмы «Мелодия»; принимал участие в джазовых фестивалях, включая Джазовый фестиваль в Ньюпорте. С Sharps and Flats выступали многие известные японские исполнители.
Нобуо Хара удостоен ряда японских наград, включая орден Восходящего солнца.
Умер 21 июня 2021 года.